# Drahňov
Drahňov este o comună slovacă, aflată în districtul Michalovce din regiunea Košice. Localitatea se află la altitudinea de 105 m deasupra n.m., se întinde pe o suprafață de 17,57 km2 și în 2017 număra 1.476 de locuitori.

## Istoric
Localitatea Drahňov este atestată documentar din 1262.

## Demografie
| An:                | 1994 | 2004    | 2014    | 2024    |
| ------------------ | ---- | ------- | ------- | ------- |
| Număr de persoane: | 992  | 1180    | 1426    | 1692    |
| Diferență:         |      | +18,95% | +20,84% | +18,65% |

| An:                | 2023 | 2024   |
| ------------------ | ---- | ------ |
| Număr de persoane: | 1676 | 1692   |
| Diferență:         |      | +0,95% |